# Dragotin Hribar
Dragotin Hribar, slovenski tiskar, založnik, novinar, urednik in industrialec, * 22. oktober 1862, Ljubljana, † 10. september 1935, Ljubljana.

## Življenje in šolanje
Dragotin  Hribar (sprva Karl) je bil rojen v premožni meščanski družini v Ljubljani kot peti izmed devetih otrok. Bil je sin prvega ljubljanskega trgovskega vrtnarja Jakoba Hribarja in Ane, rojene Bogataj. Po končani osnovni šoli v Ljubljani se je vpisal na ljubljansko učiteljišče, iz katerega je bil izključen zaradi afere glasbenih inštrumentov. Tiskarstva se je izučil pri Jožefu Blazniku v Ljubljani. Po vajeniški dobi je končal gremijalno in višjo trgovsko šolo na Dunaju. Po šolanju je od 1884 do 1886 v Ljubljani delal kot pomočnik v Blaznikovi tiskarni. 
Leta 1896 se je poročil z Evgenijo Šumi iz bogate meščanske družine, ki je imela v lasti tovarno Šumi poznano še danes. V zakonu se jima je rodilo trinajst otrok (Dragica, Boris, Zoran, Vera, Rado, Mirko, Nada, Evgen Ženko, Ana Niča, Svetozar, Peter, Jožica, Ljubica. Prva leta po poroki sta zakonca Hribar živela v Celju. Leta 1899, ko sta bila še v Celju, sta začela načrtovati novo dejavnost v Ljubljani: izdelovanje pletenin. Zato se je družina leta 1900 preselila v Ljubljano.

## Delo
Sodeloval je pri Novicah in Slovencu, od 1887 pa tudi pri Slovenskem narodu in postal njegov odgovorni urednik (1888-1890). Hkrati je bil upravitelj Narodne tiskarne (1886 do 1890). 1891 se je preselil v Celje, kjer je ustanovil Društveno tiskarno D. Hribarja (do 1902). Pobudnica za ustanovitev tiskarne je bila Zveza slovenskih posojilnic, ki je želela pospeševati podjetništvo slovenskega prebivalstva, še posebej v tem narodno ogroženem predelu Štajerske. Poleg tiskarne je odprl knjigarno in papirnico. V celjskem obdobju začne tiskati gospodarsko-politični list Domovina (1890-1903), ki jo je sam urejal in delno tudi sam pisal članke zanjo. V Celju je izdajal še druge periodične publikacije kot so: Jugoslovanski glasnik, Slovenska zadruga, Slovenska pisarna, šolski list Popotnik in mesečnik Vesna. Najbolj imenitna publikacija, ki jo je tiskal v Celju, je bil Ilustrovani narodni koledar (1889 in 1892-1904).
Po vrnitvi v Ljubljano (1900) je ustanovil novo obrtno dejavnostjo v bivši mizarski delavnici na Tržaški cesti. Zaprosil je za obrtno dovoljenje za tovarno, ki naj bi se imenovala Prva slovenska mehanična avtomatična tvornica pletenja in tkanin Dragotin Hribar v Ljubljani. Toda pridevnik slovenska je moral spremeniti v kranjska. Leta 1901 je v Ljubljani odprl knjigarno in papirnico,v drugi polovici leta 1903 pa je odprl še tiskarno, ki se je kasneje preimenovala v Zadružno tiskarno. V njej je začel tiskati oz. izdajati revijo Slovan (1902-17), poleg  je tiskal tudi delavska glasila: Delo (1907), Narodni socialist (1911), Rudniški delavec (1914), kratkotrajnejšo  periodiko: Občinska uprava in ilustrirano revijo Tedenske slike (1914-15). Tiskal je tudi humoristični list Jež (1902-09), pri katerem je tudi sodeloval s svojimi prispevki, ki pa so večinoma anonimni in jih je zato težko identificirati. Po smrti Evgenijine matere Josipine Schumi je v last zakoncev Hribar prešla tudi Tovarna slaščic in kanditov J. Schumi.
Hribar je bil dejaven tudi na političnem področju. Od leta 1889 je nastopal kot ljudski govornik na političnih zborovanjih, namenjenih gospodarski okrepitvi Slovencev na Štajerskem in Koroškem. Kot odposlanec Ciril-Metodove družbe med štajerskimi in koroškimi Slovenci se je trudil za narodno prebujenje Slovencev. V času najhujših mednacionalnih sporov in spopadov v Celju je s svojim delovanjem in s tiskano besedo, ki je prihajala iz njegove tiskarne, ogromno prispeval k ohranjanju in razvoju Slovenstva v Celju in drugih delih Spodnje Štajerske.
Hribar se je posvečal še mnogim drugim gospodarskim in političnim dejavnostim. Med letoma 1919 in 1927 je bi predsednik Kranjske hranilnice. Leta 1919 je vstopil tudi v upravni svet Južne železnice (Donava-Sava-Jadran). Kmalu je združil Slovenske lokalne železnice v enotno podjetje. Z velikimi denarnimi sredstvi je od avstrijske države kupil delnice dolenjskih železnic in jih tako obvaroval pred tujimi vplivi. Bil je tudi ustanovitelj (1922) in predsednik Ljubljanske borze (od 1924), predsednik Hipotekarne banke, upravni svetnik Južnih  železnic, podpredsednik sindikata lokalnih železnic Slovenije, ustanovitelj in predsednik Zveze industrialcev in nadzorni član Narodne banke v Beogradu.

## Objave
- Zbirka domačih zdravil, kakor jih rabi slovenski narod: s poljudnim opisom človeškega telesa (prva izdaja 1888) (COBISS), (dLib.si)
- Stoletnica Kranjske hranilnice:1820-1920 (COBISS)
- Hribarjev najnovejši splošni naslovnik uradov, društev, tvrdk in zasebnikov deželnega stolnega mesta Ljubljane ter vojvodine Kranjske (1907)        (COBISS)

## Revije in časopisi, ki jih je tiskal ali izdajal
- Domovina (1890-1903) (COBISS)
- Jugoslovanski glasnik
- Slovenska zadruga (COBISS)
- Slovenska pisarna
- Popotnik
- Vesna (dLib.si)
- Ilustrovani narodni koledar (1889 in 1892-1904) (COBISS)
- Slovan (1902-1917) (COBISS)
- Občinska uprava (COBISS)
- Delo (1907) (COBISS)
- Narodni socialist (1911) (COBISS)
- Rudniški delavec (1914)
- Tedenske slike (1914-1915) (dLib.si)
- Jež (1902-1909) (COBISS)

## Poimenovanja po osebi
- Hribarjeva ulica v Celju